# Hyperpolarisatie (biologie)
Met hyperpolarisatie wordt in de biologie een verandering in de membraanpotentiaal van een cel bedoeld waarbij de potentiaal negatiever wordt. Hyperpolarisatie is het tegenovergestelde van depolarisatie. 
Hyperpolarisatie wordt vaak veroorzaakt door een efflux van kalium-ionen door kaliumkanalen of een influx van chloride-anionen door chloridekanalen. Anderzijds wordt hyperpolarisatie afgeremd door kationen zoals natrium-ionen door een natriumkanaal of kalium-ionen door een kaliumkanaal. Indien een cel in rust stromen van natrium- of kaliumionen bevat, zal inhibitie van deze ionstromen ook leiden tot hyperpolarisatie.
Aangezien hyperpolarisatie een verandering in de membraanspanning inhoudt, wordt het verschijnsel in de elektrofysiologie gemeten aan de hand van current-clamp technieken. Wanneer men aan de hand van voltage clamp-metingen meet bij constante membraanpotentiaal, zijn de membraanstromen die depolarisatie teweegbrengen een vergroting van de ingaande stroom, dan wel een verkleining van de uitgaande stroom. 

## Voorbeelden
- Tijdens de periode na een actiepotentiaal - de nahyperpolarisatie - is de membraanpotentiaal negatiever dan de rustpotentiaal. De nahyperpolarisatietijd is de tijd waarin het membraanpotentiaal negatiever is dan de rustpotentiaal van het membraan.

- Tijdens de "stijgende fase" van een actiepotentiaal gaat de membraanpotentiaal van negatief naar positief (depolarisatie). Wanneer in deze fase de membraanpotentiaal eenmaal positief is, gaat het depolariseren door totdat de actiepotentiaal een maximumwaarde heeft bereikt van ca. 40 mV. Vervolgens brengt hyperpolarisatie de membraanpotentiaal terug tot de rustwaarde.